# Euranet
Euranet, European Radio Network, è un consorzio paneuropeo creato da 16 emittenti internazionali, nazionali, regionali e locali in Europa.
Il progetto prevede di fornire informazioni in un'ottica europea anziché da prospettive nazionali.
Le trasmissioni di Euranet sono iniziate nei primi giorni di aprile 2008.

## Consorzio
Le emittenti coinvolte hanno da 12 a 19 milioni di ascoltatori al giorno in Europa e 30 milioni nel mondo.

## Membri
Le seguenti emittenti radio sono membri di Euranet:
| Paese           | Emittente                                   |
| --------------- | ------------------------------------------- |
| Germania        | Euranet Germany                             |
| Belgio          | Radio Télévision Belge Francophone          |
| Bulgaria        | Bulgarian National Radio RFI Sofia          |
| Repubblica Ceca | Czech Radio                                 |
| Danimarca       | Radio Mælkebøtten                           |
| Francia         | Radio France Internationale                 |
| Grecia          | Skai Radio                                  |
| Italia          | Radio24 - Ilsole24Ore                       |
| Paesi Bassi     | Radio Netherlands Wereldomroep              |
| Polonia         | Polskie Radio Warsaw Polskie Radio Szczecin |
| Portogallo      | Europa Lisboa                               |
| Romania         | Radio Romania International RFI Romania     |
| Slovenia        | Radio Slovenia International                |
| Spagna          | Punto Radio Castilla y León                 |
| Ungheria        | Hungarian Radio                             |

## Programmi
Euranet informa su eventi politici, culturali, sociali, economici con una prospettiva europea. I programmi, fatti da europei per europei, vanno in onda ogni giorno per 30 o 60 minuti. Sono trasmessi nel prime-time e replicati diverse volte durante il giorno.